# Iluminación bisexual

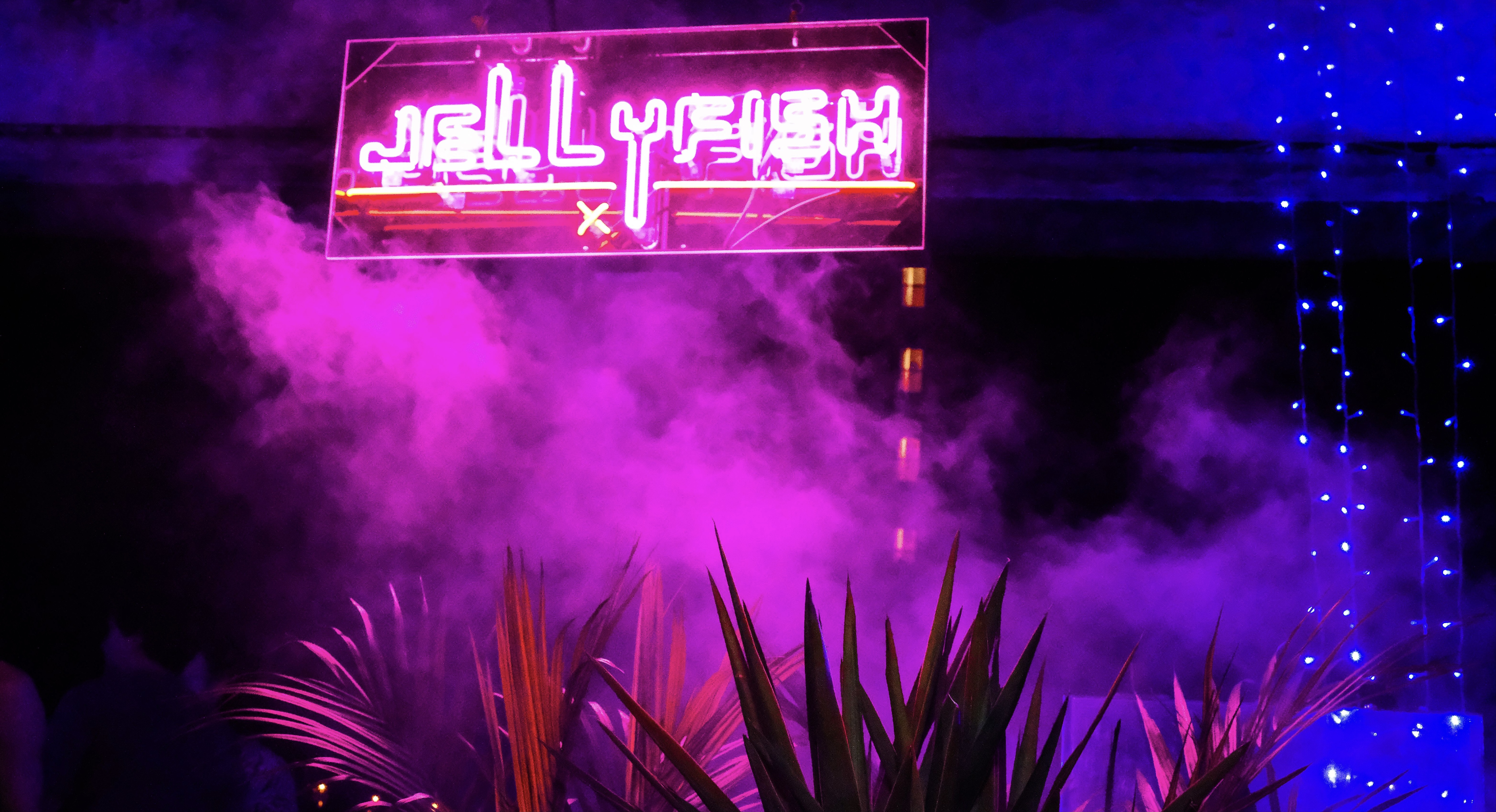
Una fiesta de baile que muestra iluminación bisexual.

La iluminación bisexual (del inglés bisexual lighting) es el uso simultáneo de la iluminación en color rosa, púrpura y azul para representar la bisexualidad. Se ha utilizado en clubes nocturnos, así como en iluminación de estudios para cine y televisión.

## Simbolismo

La bandera del orgullo bisexual mostrando los colores

George Pierpoint de BBC News escribe que la iluminación bisexual se ha utilizado como un "dispositivo visual empoderador" que contrarresta la subrrepresentación percibida de la bisexualidad en los medios visuales. Los colores pueden ser una referencia directa a la bandera del orgullo bisexual. La tendencia ganó fuerza en la comunidad LGBT en 2017, particularmente en las redes sociales Twitter, Reddit y Pinterest. Sasha Geffen escribió en Vulture.com que se había vuelto "sólido en su significado", mientras que Nicky Idika de PopBuzz escribió que ahora "se ha convertido en una parte establecida de la narración bisexual en los medios". Y aunque The Daily Dot cuestionó si "la importancia estética o cultural [vino] primero", también concluyó que la idea "se ha quedado". Pantone seleccionó " Ultra Violet " como el color de 2018 en un movimiento que, según la BBC, refleja el uso creciente del esquema de colores.

## Uso en medios populares
Según Pierpoint, la estética visual puede haberse utilizado ya en 2014 en la serie de televisión Sherlock, haciendo referencia a los especulados deseos ocultos del Dr. Watson. Este tipo de iluminación se ha utilizado en numerosos medios de televisión y cine, generalmente en escenas con personajes bisexuales. Las películas The Neon Demon, Atomic Blonde y Black Panther cuentan con el uso de iluminación azul, rosa y violeta. Del mismo modo, el galardonado episodio de Black Mirror titulado San Junipero hizo uso de esta estética visual. Más tarde, también se declaró que la serie de televisión Riverdale lo estaba usando.
La iluminación bisexual también aparece en los videos musicales del "himno bisexual" «Make Me Feel» de Janelle Monáe y «Cool for the Summer» de Demi Lovato.  Mostrando un uso continuo, el término se usó para describir algunas de las imágenes en «Panini» de Lil Nas X en septiembre de 2019, y Cosmopolitan propuso la presencia de la iluminación como evidencia para promover las teorías de los fanáticos de una lectura bisexual de la canción «Lover» de Taylor Swift basada en letras ambiguas.

## Crítica
Amelia Perrin ha criticado la tendencia de usar este tipo de iluminación cuando aparecen personajes bisexuales en televisión y videos musicales, argumentando en Cosmopolitan que esta imagen visual "perpetúa los estereotipos bisexuales". Perrin sostiene que este tipo de iluminación suele producirse mediante luces de neón, que sugieren al espectador "clubes y pistas de baile", y esto implica que "los encuentros y las relaciones bisexuales son meramente 'experimentos', y algo que solo ocurre cuando estás borracho en una salida nocturna".
Lara Thompson, profesora de cine en la Universidad de Middlesex, ha argumentado que la iluminación bisexual no es muy conocida, afirmando: "Tendría que ver más ejemplos antes de ver la iluminación bisexual como un fenómeno totalmente convincente".